# 아리엘 에르난데스 (권투 선수)
아리엘 에르난데스 아스쿠이(스페인어: Ariel Hernández Azcuy, 1970년 5월 3일~)는 쿠바의 권투 선수이다. 1992년과 1996년 하계 올림픽 미들급에서 금메달을 획득했으며, 1993년과 1995년 세계 선수권 대회에서 우승을 차지했다.

## 경력
에르난데스는 1970년 5월 3일에 피나르델리오주 과네에서 태어났다. 1992년 스페인 바르셀로나에서 열린 1992년 하계 올림픽 결승전에서 미국의 크리스 버드를 꺾으며 금메달을 획득했다.
1995년 베를린에서 열린 1995년 세계 선수권 대회에서 폴란드의 토마시 보로프스키를 꺾고 금메달을 획득했다. 이듬해인 1996년 미국 애틀란타에서 열린 1996년 하계 올림픽에서 튀르키예의 말리크 베일레롤루를 누르고 두번째 올림픽 금메달을 획득했다.